# Encounter at Farpoint
"Encounter at Farpoint" är det första avsnittet i den amerikanska science-fiction-serien Star Trek: The Next Generation. Det visades första gången i USA 28 september 1987 och var det första otecknade Star Trek-avsnittet som producerats sedan 1969. Avsnittet, som är dubbelt så långt som ett normalt avsnitt, är skrivet av D.C. Fontana och Gene Roddenberry, och regisserat av Corey Allen. I Sverige hade avsnittet premiär 16 september 1994.
Serien följer äventyren ombord Stjärnflottans rymdskepp Enterprise. I det här avsnittet undersöker besättningen på det nybyggda rymdskeppet USS Enterprise-D den mystiska Farpoint Station som Bandifolket erbjuder till Federationen, medan de är under blicken av en kraftfull främmande livsform som kallar sig för Q (John de Lancie).
Avsnittet producerades som en pilot för den nya Star Trek-serien och blev ett dubbelavsnitt på begäran av Paramount Television Group. Efter att serien ursprungligen tillkännagavs den 10 oktober 1986 satte Roddenberry ihop ett produktionsteam där det bland annat ingick personal från den ursprungliga serien som Robert H. Justman. Serien utnyttjade vissa befintliga apparater och rekvisita från Star Trek-filmerna samt både Star Trek: The Original Series och Star Trek: Phase II. Nya skådespelare anlitades för piloten, som i vissa fall krävs karaktärendragen att byggas om för att bättre passa skådespelare. Både Marina Sirtis och Denise Crosby anlitades för rollerna som Macha Hernandez och Deanna Troi, men Roddenberry bytte senare plats på dem och ändrade namnet på Crosby's nya roll till Tasha Yar. DeForest Kelley gick med på att medverka i en cameoroll i piloten, men som en gest till Roddenberry vägrade han att få mer betalt än den minsta möjliga lönen.
Serien fick sin premiär i syndikering till en blandad kritisk respons, en bedömning som bekräftades av kritiker när avsnittet omvärderades efter att serien avslutats.

## Handling
En ofullständig besättning ombord Enterprise-D gör sin jungfruresa till planeten Deneb IV, där en ny basstation under Federationens styre byggts på rekordtid och med mycket avancerad teknik, trots att befolkningen är tämligen primitiv. På planeten väntar maskinchefen (löjtnant Geordi LaForge), försteofficeraren (kommendörkapten William Riker) samt chefsläkaren (kommendörkapten Beverly Crusher) och hennes son (Wesley Crusher).
På väg till Deneb IV stoppas Enterprise av ett kraftfält, och kapten Picard finner sig plötsligt i en rättegång där han av den omnipotenta varelsen Q ställs till svars för mänsklighetens barbarism och brutalitet. Picard replikerar att människan har utvecklats och inte längre är barbarer, utan nu mognat till en nyfiken ras, ivriga att utforska universum. Q finner detta resonemang värdigt en chans och Picard får veta att Q kommer att hålla ögonen på honom. Med detta försvinner Q och skeppet fortsätter sin kurs.
På planetens yta finner de fyra besättningsmedlemmarna att mystiska saker händer. Saker verkar förändras och skapas ur tomma intet, efter deras smak och behag. Deras värd, Groppler Zorn, avfärdar det hela som misstag. Senare återförenas de med resten av besättningen på Enterprise.
Plötsligt anländer ett enormt skepp och börjar skjuta på äldre stadsdelar omkringliggande basstationen på planetens yta. Picard blir nyfiken på varför och beordrar eld, men plötsligt dyker Q upp och föreslår att en grupp transporterar till det andra skepper för att försöka lista ut vad som händer. De gör så och finner Groppler Zorn i någon form av tortyr. Efter att ha fritagit Zorn reagerar skeppet genom att vända upp och ner och förvandlas till en enorm manetliknande varelse. Q vägrar först låta gruppen ombord på varelse transporeras tillbaka till Enterprise, men efter Picards vädjanden och löfte om att göra som Q vill, befinner sig gruppen och Zorn plötsligt på Enterprises brygga.
Zorn berättar då att hela basstationen byggts på en enorm kraschlandad varelse, precis som den han just varit fånge på. Varelsen har, utmattat och oförmögen att försvara sig, utnyttjats till Zorns fördel. Picard utrymmer basstationen och bestrålar varelsen med energi. Stationen förvandlas till en varelse identisk till den i omloppsbana; de två förenas och svävar bort i rymden.
Q är inte imponerad, men det är nu ställt utom allt tvivel att mänskligheten inte är den barbariska barnras Q först anklagade den för. Picard beordrar Q att försvinna, men Q varnar först Picard att de två ska komma att mötas igen.

## Produktion

### Ursprung och utvecklingshistoria
Den nya Star Trek-serien tillkännagavs den 10 oktober 1986 av chefen för Paramount Television Group, Mel Harris. Han meddelade att skaparen av Star Trek, Gene Roddenberry, skulle bli exekutiv producent och leda skapandet av den nya serien. Detta var andra försöket till att skapa en otecknad TV-serie baserad på Star Trek för Paramount, då det tidigare försöket, med titeln Star Trek: Phase II, misslyckades som serie men ledde till filmen Star Trek: The Motion Picture. Paramount hade fört fram idéer till Roddenberry tidigare under året då det var 20-tjugoårsjubileum för originalserien, men Roddenberry tackade nej och ville inte ursprungligen göra en ny serie. Han sa senare att "It was only when the Paramount people agreed with me and said a sequel was probably impossible anyway that my interest was piqued."
Samtliga fyra stora kanaler tackade nej till Star Trek-serien, eftersom de inte var villiga att åta sig en tjugosextimmars första säsong med en garanterad oföränderligt tidslucka samt en reklamkampanj för serien. Teamet fortsatte med projektet, med stöd av Paramount. Roddenberry började sätta ihop ett produktionsteam som inkluderade kollegor som arbetat med honom på den ursprungliga serien, inklusive Robert H. Justman, David Gerrold och Eddie Milkis. Justman föreslog den 17 oktober tre idéer för de övriga i gruppen, inklusive familjer ombord på skeppet, ett koncept som senare blev holodäcket samt både en android och en Klingon-karaktär. En idé som diskuterades av produktionsteamet var att Deanna Troi skulle ha haft tre bröst, något som manusförfattaren D. C. Fontana invände mot.
Fontana, som tidigare hade jobbat på ett flertal avsnitt av originalserien, fick uppdraget att skriva manuset för piloten. Produktionsteamet träffades som helhet första gången den 18 februari 1987, efter att ha fått det första utkastet av Fontanas manus några dagar tidigare. Den ursprungliga premissen involverade rymdskeppen Enterprise och USS Starseeker som närmade sig en främmande livsform fångas av en ras som kallas Annoi och förvandlats till ett vapen. Efter att Annoi berättat för Stjärnflottans skepp att ge upp, öppnade Starseeker eld och förstördes, medan Troi kontaktade utomjordingarna och övertygade dem att krascha på en närliggande planet så att Enterprise kunde hjälpa den att befria sig tillsammans med att rädda andra fångar, som Annoi använde som slavar på ytan. Trots flera förändringar av handlingen innan den slutgiltiga versionen, tog sig några av de introduktioner för olika karaktärer genom till den slutliga versionen. Handlingen som involverade Q sattes in därefter till avsnittet för att göra det längre. Roddenberry siktade in sig på en timmes långt pilotavsnitt, men Paramount ville ha ett tvåtimmars avsnitt och vann så småningom denna strid. Övriga saker som också lades till för att göra avsnittet längre, inkluderade sekvensen med tefatsseparationen och amiral Leonard McCoy's framträdande.

### Rollbesättning

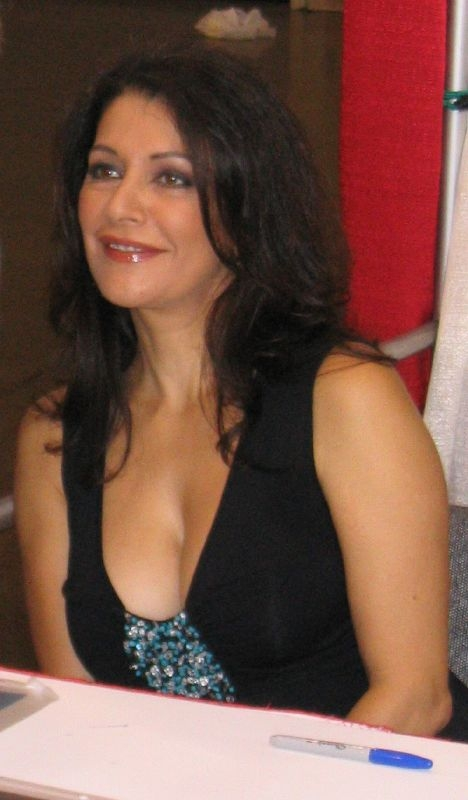
Den brittiska skådespelerskan Marina Sirtis hade från början fått rollen som säkerhetschefen Macha Hernandez.

Roddenberry insåg tidigt att en serie med den ursprungliga besättningen från Star Trek var osannolikt att vara praktiska, inte heller ville han att omarbeta roller eller ha en "regummerad" besättning – en rad olika karaktärer i mycket liknande roller till den ursprungliga serien. Han förklarade detta, "I would hate to think our imagination is so slender that there aren't other possibilities to think about." Den första rollbesättnings utropet sändes ut den 10 december 1986. Medan vissa roller som Geordi La Forge och Beverly Crusher förblev igenkännliga från sina beskrivningar i den inledande castingprocessen, hade andra har tydliga skillnader. "Julien Picard" kunde förfalla till en fransk accent när han blev känslomässigt och Data var icke-kaukasik. Macha Hernandez var en säkerhetschef med latinobakgrund baserad på Jenette Goldsteins roll i Aliens - Återkomsten, medan Deanna Troi var tänkt att vara "främmande", eller mer specifikt om av en isländsk eller skandinavisk natur. Leslie Crusher listades som en 15-årig flicka med ett fotografiskt minne, men ändrades snabbt till en manlig tonåring som heter Wesley. Justman argumenterade för en kvinnlig tonåring men Roddenberry trodde att det skulle finnas ett större antal berättelser som kunde berättas om karaktären var en man.
Patrick Stewart fick rollen som Jean-Luc Picard efter att Justman sett honom uppträda vid University of California, Los Angeles. Roddenberry insisterade på att han ville ha en fransk skådespelare i rollen, men Justman ordnade ett möte mellan Stewart och produktionsteamet att presentera skådespelaren och senare stödde Berman rollbesättningen. Fontana trodde att den amerikanske skådespelaren Stephen Macht skulle vara bättre i rollen. Justman ville ha med Stewart i serien i någon kapacitet, och när Roddenberry fortfarande motsatte sig honom som Picard, föreslog Justman att han istället skulle passa bra i rollen som Data. Eftersom Roddenberry inte kunde hitta någon skådespelare som han föredrog mer för Picard, ångrade han sig och förändrade konceptet kring Picard för att rollen bättre skulle passa Stewart. Även Stewart var villig att använda en amerikansk accent för att porträttera rollen som Picard, bad producenterna honom att istället använda sin naturliga accent. De testade också honom med en peruk, men tyckte att det såg hemskt ut. Han var glad över att ha fått den rollen, då hans barn var imponerade med den nya delen och prisade seriens mythos: "The great strength of 'Star Trek' is its epic, classic feel. For an actor of my background, it has more richness and depth than you might expect on television."

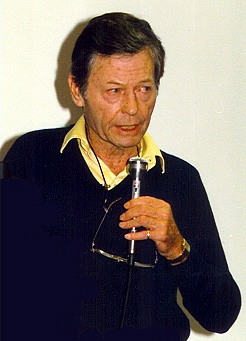
DeForest Kelly, som spelade Leonard McCoy i originalserien, repriserade sin roll i en cameo för detta avsnitt.

Roddenberry's favorit för rollen som Riker var Jonathan Frakes, som gick igenom sju auditions innan han fick rollen. Trots att han var castingteamets andra val, anlitades han efter att deras första val föga imponerande dem under dennes auditions. Marina Sirtis provspelade för rollen av Macha Hernandez, medan Denise Crosby provspelade för rollen som Deanna Troi. De båda fick sina roller med efter godkännande av Berman och Justman, men Roddenberry bytte på deras roller eftersom han trodde att Sirtis skulle vara bättre lämpad för rollen som skeppets rådgivare. Macha Hernandez skrevs om för att bli Tasha Yar för att bättre passa Crosby. LeVar Burton hade arbetat med Justman på en annan pilot för en serie som kallades för Emergency Room och föreslogs att ansöka för rollen som La Forge. Både Gates McFadden och Brent Spiner fick sina roller som Beverly Crusher respektive Data genom de normala auditionprocesserna. Eric Menyuk hade även han varit i ropet för rollen som Data och kom senare att få rollen som den återkommande rollfiguren Resenären i tre avsnitt. Justman sade senare att han var den ende i produktionsteamet som föredrog Menyuk i rollen.
För rollen som Worf krävdes en mörkhyad skådespelare för att göra det klingonska makeupen lättare att applicera och förväntades från början att vara en återkommande rollfigur, men efter tillsättandet av Michael Dorn i rollen och hans arbete i "Encounter at Farpoint", expanderades rollen. Wil Wheaton fick rollen som Wesley Crusher trots att det var vad han uppfattade som en hemsk första återuppringning. Rollbesättningen för Star Trek: The Next Generation tillkännagavs den 15 maj 1987. Nyhetsinslagen från den tiden noterade Burton i rollen som La Forge efter dennes roll i Rötter. Det fanns en viss osäkerhet om anställningstrygghet under piloten för huvudrollsinnehavarna, eftersom de inte hör förrän efter att produktionen hade avslutats att serien hade plockats upp för ytterligare tretton avsnitt.
DeForest Kelley's framträdande som Leonard McCoy hölls hemligt, genom att rollfiguren endast hänvisades i manuset som "Amiral". Medan Roddenberry hade velat att Kelley skulle medverka, trodde han att skådespelaren skulle avvisa honom. De båda åt lunch tillsammans och Roddenberry föreslog dennes medverkan, vilket inte bara ledde till att Kelley gick med på att medverka, men också att han inte skulle ta något mer än Screen Actor's Guilds grundlön för rollen. Han sade senare, "I just wanted scale, to let it be my way of saying thank-you to Gene for the many good things he has done for me". Colm Meaney fick rollen som conn ensign på skeppets stridsbrygga och efter ett ytterligare framträdande i avsnittet "Lonely Among Us", fick han rollen som Miles O'Brien i säsong två. John de Lancie missade med flit sin första audition då han uppträdde som en ledande roll i en pjäs vid den tiden, vilket ledde till att en andra audition arrangerades under lunchtid, så att han kunde närvara. Han sade senare efter sin provspelning att, "A big guy walked out, put his hands on my shoulder, and said, 'You make my words sound better than they are.' I said, 'Well, you must be the writer.' And he said, 'I'm Gene Roddenberry.' I had absolutely no idea who that was."

### Inspelningen
På grund av vad som sågs som en låg budget för piloten och serier i allmänhet, återanvändes de befintliga kulisserna och rekvesitan från Star Trek-filmerna i serien. Milkis och Justman fick i uppdrag att granska de stående kulisserna från filmerna på Paramounts område för att se vad de kunde utnyttja. Duon skulle senare komma ihåg att ett scen var helt täckt med kattavföring på grund av det stora antalet katter som levde på området så att duon inte kunde gå på kulissen. Vissa kulisser återanvändes, däribland en omklädning av Enterprises brygga från Star Trek III för att agera som Enterprises stridsbrygga i den nya serien. Den maskinrummet från Star Trek III blev det nya maskinrummet, dock med en kommandokonsol från Star Trek IV som tillägg, samt två väggar från sjukstugan i Star Trek III. Resten av sjukstugekulissen blev observationsloungen under den första säsongen. En del av kulisserna innehöll komponenter från både Star Trek: The Motion Picture och den ofilmade serien Star Trek: Phase II.
Efter att ha kört tester med ett företag för datorgenererade specialeffekter, beslöts det att, av hänsyn till tillförlitlighet, Industrial Light and Magic skulle producera den nya modellerna av Enterprise, för en kostnad på $75,000 för en version på 6 fot (1,8 m) och en på 2 fot (0,61 m). ILM var också mycket viktigt för utvecklingen av specialeffekten "jump to warp", vilket resulterade i att företaget kvar på seriens sluttexterna genom hela seriens runda. Inspelningen av "Encounter at Farpoint" började hos Paramount den 29 maj 1987 och avslutades den 25 juni. Wil Wheaton noterade att under inspelningarna av "Encounter at Farpoint", att de flesta av skådespelarna inte trodde att serien skulle klara sig längre än ett år.

## Mottagande

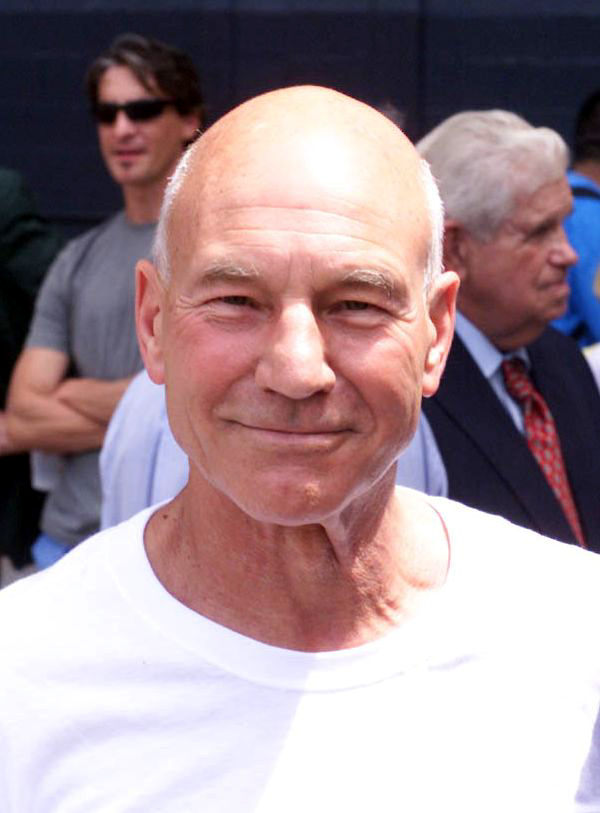
En kritiker beskrev Patrick Stewart som en "jävligt fin skådespelare", medan andra ansåg att han var en "dyster skallig vev".

Serien sändes både på 98 fristående stationer och 112 nätverksfilialer. På flera platser, däribland Dallas, Los Angeles, Seattle och Miami, fick de stationer som sände "Encounter at Farpoint" fler tittarsiffror än de fyra stora kanalerna under primetime. Sammantaget sändes avsnittet till en publik på 27 miljoner. Serien blev genast kallad för den "highest-rated syndicated one-hour drama series on television".
Jill L. Lanford såg avsnittet för tidningen The Herald Journal före seriepremiären. Hon tyckte det var en uppståndelse av en "legend". Hon trodde att själva avsnittet påminde om de klassiska Star Trek-avsnitten "Arena" och "The Squire of Gothos", var ett "perfect vehicle to introduce the crew", och en "perfect start". Don Merrill, som skrev för TV Guide sa att serien var en "worthy successor to the original". Bob Niedt recenserade "Encounter at Farpoint" för Newhouse News och tyckte att serien hade en potential på baksidan av avsnittet, men det fanns problem såsom "spots where the dialogue is pedestrian and interactions sputter". Tom Shales från The Washington Post såg DeForest Kelly's som "rörande", men tyckte att Patrick Stewart var en "grim bald crank who would make a better villain". Han tyckte att Jonathan Frakes kändes som en "verges on namby-pamby". Marina Sirtis senare erinrade recensensionerna av seriens debut år 1987 samtidigt som intervjuades i och med marknadsföringen av The Next Generation's fjärde film, Star Trek: Nemesis, där hon sa att "they bloody hated us".
Flera recensenter omprövade avsnittet en tid efter att serien hade slutat sändas. Michelle Erica Green recenserade avsnittet för TrekNation och fann den som en besvikelse med hänvisning till kapten Picard och de kvinnliga besättningsmedlemmarna samt en bristande känsla av nöje. Skådespelaren Wil Wheaton, som även han recenserade avsnittet flera år senare för TV Squad, gav det ett 'C-' i betyg, vilket tydde på att "at the time, Trekkies who were hoping to see the Star Trek that they were used to from the sixties must have been disappointed". Zack Handlen från The A.V. Club, kritiserade en del av avsnittets element som till exempel den "långa, ganska meningslösa sekvensen" där Enterprise genomgår ett tefatsseparation och beskrev allmänt avsnittet som "mer funktionell än inspirerande". Han berömde utförandet av Patrick Stewart som kapten Picard, där han beskrev honom som en "jävla fin skådespelare" och åtnjöt John de Lancie som Q. Han gav avsnittet en totalpoäng på B-. James Hunt från Den of Geek, recenserade serien på nytt följande utgivningen av säsong ett på Blu-ray Disc. Han uppgav, "även om det inte var det första avsnittet, skulle det vara värt att titta på" trots att det kommer från "vad utan tvekan skulle kunna kallas för den värsta säsongen av Star Trek". Keith DeCandido från Tor.com tyckte att takten i avsnittet var långsam, men att både Patrick Stewart och Brent Spiner stod ut från resten av ensemblen på goda grunder. Han njöt av referenserna till den ursprungliga serien, speciellt DeForest Kelley's framträdande. Han gav det övergripande ett betyg på fyra av tio. Avsnitten var ett av en handfull Star Trek-program som rekommenderades för visning i syfte för att introducera nya tittare till mythoset i Jon Wagnar och Jan Lundeens bok från 1998 Deep Space and Sacred Time: Star Trek in the American Mythos.

## Utgivning
Star Trek: The Next Generation gjorde sin debut på VHS i september 1991 med "Encounter at Farpoint" som långfilmslångt avsnitt på en kassett. Den har senare släppts på DVD på region 1 den 26 mars 2002. Ljudet remastrades till Dolby Digital 5.1 Surround standarden och en serie intervjuer med skådespelare och filmarbetare ingick på den sjätte skivan.
"Encounter at Farpoint" var ett av de första avsnitten av serien att släppas på Blu-ray Disc. Avsnittet remastrades i HD och att det ursprungliga produktionsteamet uppdaterade några av specialleffekterna i avsnittet. Den presenterades på en provskiva av serien som lanserades i början av 2012, innan säsongsboxarna började släppas, under titeln Star Trek: The Next Generation – The Next Level tillsammans med två andra avsnitt. "Encounter at Farpoint" inkluderades därefter i utgivningen av säsong ett på Blu-ray Disc.